# Dianthus repens
Dianthus repens är en nejlikväxtart som beskrevs av Carl Ludwig von Willdenow. Dianthus repens ingår i släktet nejlikor, och familjen nejlikväxter.

## Underarter
Arten delas in i följande underarter:
- D. r. repens
- D. r. schistosus